# Иван Спахиев
Иван Христов Спахиев е български футболист, защитник в отбора на Струмска слава (Радомир).
Висок е 170 см и тежи 65 кг.
Дългогодишен състезател на ПФК Берое (Стара Загора), Миньор (Перник), Пирин (Гоце Делчев), Септември (София), ФК Банско 1951 и ФК Балкан (Ботевград).